# Urocaridella cyrtorhyncus
Urocaridella cyrtorhyncus är en kräftdjursart som först beskrevs av Fujino och Miyake 1969.  Urocaridella cyrtorhyncus ingår i släktet Urocaridella och familjen Palaemonidae. Inga underarter finns listade i Catalogue of Life.